# Малый Кидаш
Малый Кидаш — река в России, протекает по Республике Башкортостан. Устье реки находится в 13 км по левому берегу реки Большой Кидаш. Длина реки составляет 10 км.

## Данные водного реестра
По данным государственного водного реестра России относится к Камскому бассейновому округу, водохозяйственный участок реки — Белая от города Уфа до города Бирск, речной подбассейн реки — Белая. Речной бассейн реки — Кама.
Код водного объекта в государственном водном реестре — 10010201512111100025255.